# Heinrich Escher (Politiker, 1777)
Heinrich Escher vom Glas, auch Heinrich Escher-Schultheß (* 3. Dezember 1777 in Zürich; † 14. März 1840 ebenda) war ein Schweizer Kaufmann und Politiker.

## Leben

### Familie
Heinrich Escher entstammte der Zürcher Familie Escher vom Glas. Er war der Sohn von Ludwig Escher, der in richterlichen und Verwaltungsstellen tätig war, und dessen Ehefrau Susanne, Tochter des späteren Zürcher Bürgermeisters Hans Heinrich Kilchsperger (1726–1805).
Heinrich Escher war seit 1808 verheiratet mit Henriette, Tochter von Martin Schulthess (1745–1800), Textilfabrikant und Direktor der Kaufmannschaft. Gemeinsam hatten sie drei Söhne und zwei Töchter.

### Ausbildung und kaufmännische Tätigkeit
Obwohl er zunächst für einen kaufmännischen Beruf bestimmt war, erhielt er, auf Wunsch seines Grossvaters mütterlicherseits, am Collegium Carolinum eine wissenschaftliche Ausbildung in Zürich und war Schüler von Johann Jakob Steinbrüchel und Johann Jakob Hottinger (1750–1819).
1797 begleitete er seinen Vater, der zum Landvogt der Herrschaft Andelfingen ernannt worden war, aber bei einer sich bald darauf bietenden Gelegenheit, trat er noch im gleichen Jahr in ein schweizerisches Handelshaus in Livorno ein und wurde dort zum Kaufmann ausgebildet. Er übernahm 1800 die Leitung eines von Schweizern in Livorno gegründetem Handelshauses. Nachdem das Handelshaus 1808, aufgrund der damaligen politischen Entwicklung in Italien, liquidiert worden war, kehrte er nach Zürich zurück und begann eine politische Karriere. Er besuchte ein politisches Institut und wurde gleichzeitig freiwilliger Sekretär in der Kanzlei des Departements des Innern.

### Tätigkeiten im öffentlichen Dienst und politische Betätigung
1813 begann er als Unterschreiber am Obergericht, bevor er von 1818 bis 1822, als Nachfolger für seinen Vater, der inzwischen zu einem ökonomischen Verwaltungsamt berufen worden war, Oberrichter wurde.
Von 1816 bis 1836 war er Mitglied des Grossen Rats und von 1821 bis 1831 Angehöriger des Grösseren Stadtrats von Zürich und wurde zu fast allen Beratungen hinzugezogen, wenn es um Fragen der Verfassungsänderung ging.
In der Zeit von 1822 bis 1831 war er Oberamtmann des Bezirks Wädenswil und war in dieser Stellung Präsident der gerichtlichen und der Verwaltungsbehörden des Bezirks.
Vom Frühjahr 1831 bis 1832 sowie 1840 wurde er als Regierungsrat Mitglied der neuen Regierung des Kantons Zürich und zum Präsidenten des Rates des Inneren ernannt. Nachdem sich mehrere politische Vereine zu einer organisierten Opposition zusammengeschlossen hatten, die eine besonnene Regierung undurchführbar machte, weil sie alle Regierungsmassnahmen behinderte, trat er mit sieben weiteren Mitgliedern der Regierung, hierunter auch die beiden Bürgermeister Bürgermeister Hans Konrad von Wyß (1749–1826) und Hans Conrad von Muralt (1779–1869) von den Ämtern zurück. Nach dem Rücktritt nutzte er die Gelegenheit und besuchte zu staatswirtschaftlichen und philosophischen Studien verschiedene Kollegien der neu errichteten Universität Zürich und seit 1835 widmete er sich auch wieder Handelsgeschäften.

### Verwicklung im Züriputsch
Am 2. September 1839 fand im Vorfeld des Züriputschs in Kloten eine Volksversammlung statt, wozu sich 15.000 Bürger einfanden. Zu diesen gehörte auch eine grosse Anzahl von Männern des Bezirks Wädenswil, die unter grossem Jubel ihren alten Oberamtmann begrüssten, der an dieser Versammlung teilnahm. Bei der darauffolgenden Wahl von Bürgervertretern, wurde auch er gewählt, um dem Bürgermeister eine feierliche Erklärung zu übergeben, die unter anderem nach § 4 der Verfassung forderte, dass die Glaubensfreiheit gewährleistet und eine Landeskirche nach dem evangelisch-reformierten Lehrbegriff anerkannt wird. Nachdem die Regierung nicht reagierte, kam es am 6. September zum Züriputsch, der zum Sturz der Regierung führte. Heinrich Escher bildete daraufhin, gemeinsam mit Hans Jakob Hürlimann-Landis (1796–1853), Hans Conrad von Muralt (1779–1869), Johann Jakob Hess, Melchior Friedrich Sulzer (1791–1853), Eduard Sulzer (1789–1857) und Ludwig Meyer von Knonau die provisorische Regierung; kurz darauf wurde er auch zum Mitglied der neuen Regierung gewählt. Auf eigenen Wunsch hatte er jedoch nach einiger Zeit keinen Anteil mehr an den Geschäften.

## Werke (Auswahl)
- Johann Jakob Hottinger: Professor und Canonicus in Zürich. Zürich 1831.